# Psoralea pullata
Psoralea pullata är en ärtväxtart som beskrevs av Auct. Psoralea pullata ingår i släktet Psoralea och familjen ärtväxter. Inga underarter finns listade i Catalogue of Life.